# وولا فیلیپووسکا
وولا فیلیپووسکا (به لاتین: Wola Filipowska) یک روستا در لهستان است که در گمینا کژشوویتسه واقع شده‌است.
 وولا فیلیپووسکا  ۲٬۶۳۶ نفر جمعیت دارد.